# Ubisoft Montreal
Ubisoft Montréal è uno studio di sviluppo di videogiochi canadese, con sede a Montréal, e proprietà della francese Ubisoft.

## Storia
L'uso del francese in Québec e la vicinanza al mercato degli Stati Uniti sono tra i motivi che hanno portato l'azienda ad aprire lo studio. Martin Tremblay prese la posizione di vicepresidente esecutivo nel 1999 e venne promosso a direttore generale l'anno successivo. Ubisoft Montréal, con più di 2.100 dipendenti, è il più grande studio di sviluppo della società Ubisoft e il più grande di tutta l'industria di sviluppo di videogiochi presenti in Nord America e in Europa.

## Videogiochi
| Anno | Titolo                                   | Piattaforma/e | Piattaforma/e | Piattaforma/e | Piattaforma/e | Piattaforma/e | Piattaforma/e | Piattaforma/e | Piattaforma/e | Piattaforma/e | Piattaforma/e | Piattaforma/e | Piattaforma/e | Piattaforma/e | Piattaforma/e | Piattaforma/e | Piattaforma/e | Piattaforma/e |
| Anno | Titolo                                   | 3DS           | DS            | GBA           | N64           | NGC           | macOS         | PS            | PS2           | PS3           | PS4           | PSP           | Wii           | Wii U         | Win           | Xbox          | X360          | XOne          |
| ---- | ---------------------------------------- | ------------- | ------------- | ------------- | ------------- | ------------- | ------------- | ------------- | ------------- | ------------- | ------------- | ------------- | ------------- | ------------- | ------------- | ------------- | ------------- | ------------- |
| 1999 | Tonic Trouble                            | No            | No            | No            | Sì            | No            | No            | No            | No            | No            | No            | No            | No            | No            | Sì            | No            | No            | No            |
| 2000 | Paperino: Operazione Papero              | No            | No            | No            | No            | Sì            | No            | No            | Sì            | No            | No            | No            | No            | No            | No            | No            | No            | No            |
| 2002 | Tom Clancy's Splinter Cell               | No            | No            | No            | No            | Sì            | Sì            | No            | Sì            | No            | No            | No            | No            | No            | Sì            | Sì            | No            | No            |
| 2003 | Tom Clancy's Rainbow Six 3: Raven Shield | No            | No            | No            | No            | Sì            | No            | No            | Sì            | No            | No            | No            | No            | No            | Sì            | Sì            | No            | No            |
| 2003 | Batman: Rise of Sin Tzu                  | No            | No            | No            | No            | Sì            | No            | No            | Sì            | No            | No            | No            | No            | No            | No            | Sì            | No            | No            |
| 2003 | Prince of Persia: Le sabbie del tempo    | No            | No            | No            | No            | Sì            | No            | No            | Sì            | Sì            | No            | No            | No            | No            | Sì            | Sì            | No            | No            |
| 2004 | Myst IV: Revelation                      | No            | No            | No            | No            | No            | Sì            | No            | No            | No            | No            | No            | No            | No            | Sì            | Sì            | No            | No            |
| 2004 | Prince of Persia: Spirito guerriero      | No            | No            | No            | No            | Sì            | No            | No            | Sì            | Sì            | No            | Sì            | No            | No            | Sì            | Sì            | No            | No            |
| 2004 | Tom Clancy's Rainbow Six 3: Black Arrow  | No            | No            | No            | No            | No            | No            | No            | No            | No            | No            | No            | No            | No            | Sì            | Sì            | No            | No            |
| 2005 | Far Cry Instincts                        | No            | No            | No            | No            | No            | No            | No            | No            | No            | No            | No            | No            | No            | No            | Sì            | No            | No            |
| 2005 | Prince of Persia: I due troni            | No            | No            | No            | No            | Sì            | No            | No            | Sì            | Sì            | No            | No            | No            | No            | Sì            | Sì            | No            | No            |
| 2005 | Tom Clancy's Splinter Cell: Chaos Theory | Sì            | No            | No            | No            | Sì            | No            | No            | Sì            | Sì            | No            | No            | No            | No            | Sì            | Sì            | No            | No            |
| 2006 | Far Cry: Instincts – Evolution           | No            | No            | No            | No            | No            | No            | No            | No            | No            | No            | No            | No            | No            | No            | Sì            | No            | No            |
| 2006 | Tom Clancy's Splinter Cell: Double Agent | No            | No            | No            | No            | Sì            | No            | No            | Sì            | No            | No            | No            | Sì            | No            | Sì            | Sì            | Sì            | No            |
| 2006 | Tom Clancy's Rainbow Six: Vegas          | No            | No            | No            | No            | No            | No            | No            | No            | Sì            | No            | Sì            | No            | No            | Sì            | No            | Sì            | No            |
| 2007 | TMNT                                     | No            | Sì            | Sì            | No            | Sì            | No            | No            | Sì            | No            | No            | Sì            | Sì            | No            | Sì            | Sì            | Sì            | No            |
| 2007 | Assassin's Creed                         | No            | No            | No            | No            | No            | No            | No            | No            | Sì            | No            | No            | No            | No            | Sì            | No            | Sì            | No            |
| 2007 | My Word Coach                            | No            | Sì            | No            | No            | No            | No            | No            | No            | No            | No            | No            | Sì            | No            | No            | No            | No            | No            |
| 2007 | Naruto: Rise of a Ninja                  | No            | No            | No            | No            | No            | No            | No            | No            | No            | No            | No            | No            | No            | No            | No            | Sì            | No            |
| 2008 | Lost: Via Domus                          | No            | No            | No            | No            | No            | No            | No            | No            | Sì            | No            | No            | No            | No            | Sì            | No            | Sì            | No            |
| 2008 | Tom Clancy's Rainbow Six: Vegas 2        | No            | No            | No            | No            | No            | No            | No            | No            | Sì            | No            | No            | No            | No            | Sì            | No            | Sì            | No            |
| 2008 | Far Cry 2                                | No            | No            | No            | No            | No            | No            | No            | No            | Sì            | No            | No            | No            | No            | Sì            | No            | Sì            | No            |
| 2008 | Shaun White Snowboarding                 | No            | No            | No            | No            | No            | No            | No            | No            | Sì            | No            | Sì            | Sì            | No            | Sì            | No            | Sì            | No            |
| 2008 | Naruto: The Broken Bond                  | No            | No            | No            | No            | No            | No            | No            | No            | No            | No            | No            | No            | No            | No            | No            | Sì            | No            |
| 2008 | Prince of Persia                         | No            | No            | No            | No            | No            | No            | No            | No            | Sì            | No            | No            | No            | No            | Sì            | No            | Sì            | No            |
| 2009 | Assassin's Creed II                      | No            | No            | No            | No            | No            | Sì            | No            | No            | Sì            | No            | No            | No            | No            | Sì            | No            | Sì            | No            |
| 2009 | James Cameron's Avatar: Il gioco         | No            | No            | No            | No            | No            | No            | No            | No            | Sì            | No            | No            | Sì            | No            | Sì            | No            | Sì            | No            |
| 2009 | Shaun White Snowboarding: World Stage    | No            | No            | No            | No            | No            | No            | No            | No            | No            | No            | No            | Sì            | No            | No            | No            | No            | No            |
| 2010 | Tom Clancy's Splinter Cell: Conviction   | No            | No            | No            | No            | No            | Sì            | No            | No            | No            | No            | No            | No            | No            | Sì            | No            | Sì            | No            |
| 2010 | Prince of Persia: The Forgotten Sands    | No            | No            | No            | No            | No            | No            | No            | No            | Sì            | No            | Sì            | No            | No            | Sì            | No            | Sì            | No            |
| 2010 | Shaun White Skateboarding                | No            | No            | No            | No            | No            | No            | No            | No            | Sì            | No            | No            | Sì            | No            | Sì            | No            | Sì            | No            |
| 2010 | Assassin's Creed: Brotherhood            | No            | No            | No            | No            | No            | Sì            | No            | No            | Sì            | No            | No            | No            | No            | Sì            | No            | Sì            | No            |
| 2010 | Michael Jackson: The Experience          | No            | No            | No            | No            | No            | No            | No            | No            | Sì            | No            | No            | No            | No            | No            | No            | Sì            | No            |
| 2012 | Far Cry 3                                | No            | No            | No            | No            | No            | No            | No            | No            | Sì            | No            | No            | No            | No            | Sì            | No            | Sì            | No            |
| 2012 | Assassin's Creed III                     | No            | No            | No            | No            | No            | No            | No            | No            | Sì            | No            | No            | No            | Sì            | Sì            | No            | Sì            | No            |
| 2013 | Assassin's Creed IV: Black Flag          | No            | No            | No            | No            | No            | No            | No            | No            | Sì            | Sì            | No            | No            | Sì            | Sì            | No            | Sì            | Sì            |
| 2014 | Tom Clancy's Rainbow 6: Patriots         | No            | No            | No            | No            | No            | No            | No            | No            | Sì            | No            | No            | No            | No            | Sì            | No            | Sì            | No            |
| 2014 | Child of Light                           | No            | No            | No            | No            | No            | No            | No            | No            | Sì            | Sì            | No            | No            | Sì            | Sì            | No            | Sì            | Sì            |
| 2014 | Watch Dogs                               | No            | No            | No            | No            | No            | No            | No            | No            | Sì            | Sì            | No            | No            | Sì            | Sì            | No            | Sì            | Sì            |
| 2014 | Shape Up                                 | No            | No            | No            | No            | No            | No            | No            | No            | No            | No            | No            | No            | No            | No            | No            | No            | Sì            |
| 2014 | Assassin's Creed: Unity                  | No            | No            | No            | No            | No            | No            | No            | No            | No            | Sì            | No            | No            | No            | Sì            | No            | No            | Sì            |
| 2014 | Assassin's Creed: Rogue                  | No            | No            | No            | No            | No            | No            | No            | No            | Sì            | No            | No            | No            | No            | Sì            | No            | Sì            | No            |
| 2014 | Far Cry 4                                | No            | No            | No            | No            | No            | No            | No            | No            | Sì            | Sì            | No            | No            | No            | Sì            | No            | Sì            | Sì            |
| 2015 | The Mighty Quest for Epic Loot           | No            | No            | No            | No            | No            | No            | No            | No            | No            | No            | No            | No            | No            | Sì            | No            | No            | No            |
| 2015 | Tom Clancy's Rainbow Six Siege           | No            | No            | No            | No            | No            | No            | No            | No            | No            | Sì            | No            | No            | No            | Sì            | No            | No            | Sì            |
| 2016 | Far Cry Primal                           | No            | No            | No            | No            | No            | No            | No            | No            | No            | Sì            | No            | No            | No            | Sì            | No            | No            | Sì            |
| 2016 | Eagle Flight                             | No            | No            | No            | No            | No            | No            | No            | No            | No            | Sì            | No            | No            | No            | Sì            | No            | No            | No            |
| 2016 | Watch Dogs 2                             | No            | No            | No            | No            | No            | No            | No            | No            | No            | Sì            | No            | No            | No            | Sì            | No            | No            | Sì            |
| 2017 | For Honor                                | No            | No            | No            | No            | No            | No            | No            | No            | No            | Sì            | No            | No            | No            | Sì            | No            | No            | Sì            |
| 2017 | Assassin's Creed: Origins                | No            | No            | No            | No            | No            | No            | No            | No            | No            | Sì            | No            | No            | No            | Sì            | No            | No            | Sì            |
| 2018 | Far Cry 5                                | No            | No            | No            | No            | No            | No            | No            | No            | No            | Sì            | No            | No            | No            | Sì            | No            | No            | Sì            |
| 2020 | Assassin's Creed: Valhalla               | No            | No            | No            | No            | No            | No            | No            | No            | No            | Sì            | No            | No            | No            | Sì            | No            | No            | Sì            |
| 2020 | Hyper Scape                              | No            | No            | No            | No            | No            | No            | No            | No            | No            | Sì            | No            | No            | No            | Sì            | No            | No            | Sì            |
| 2021 | Roller Champions                         | No            | No            | No            | No            | No            | No            | No            | No            | No            | Sì            | No            | No            | No            | Sì            | No            | No            | Sì            |